# Polypogon tentaculalis
Polypogon tentaculalis är en fjärilsart som beskrevs av Denis och Ignaz Schiffermüller 1775. Polypogon tentaculalis ingår i släktet Polypogon och familjen nattflyn. Inga underarter finns listade i Catalogue of Life.